# Chris Meledandri
Chris Meledandri (Nova Iorque, 15 de maio de 1959) é um produtor cinematográfico norte-americano. Como reconhecimento, foi nomeado ao Oscar 2014 na categoria de Melhor Filme de Animação por Meu Malvado Favorito 2.